# Golden Gala 2013
Golden Gala 2013 byl lehkoatletický mítink, který se konal 6. června 2013 v italském městě Řím. Byl součástí série mítinků Diamantová liga.

## Výsledky
- Archiv výsledků zde [1]

### Muži
| Disciplína     | 1. místo                 | 2. místo                      | 3. místo                       |
| 100 m          | Justin Gatlin 9,94       | Usain Bolt 9,95               | Jimmy Vicaut 10,02             |
| 400 m          | LaShawn Merritt 44,96    | Youssef Ahmed Masrahi 45,24   | Josh Mance 45,26               |
| 800 m          | Mohammed Aman 1:43,61    | Pierre Ambroise Bosse 1:43,91 | André Olivier 1:44,37          |
| 5 000 m        | Yenew Alamirew 12:54,95  | Hagos Gebrhiwet 12:55,73      | Isiah Kiplangat Koech 12:58,85 |
| 110 m překážek | Sergej Šubenkov 13,20    | Pascal Martinot-Lagarde 13,31 | Balázs Baji 13,44              |
| 400 m překážek | Johnny Dutch 48,31       | Javier Culson 48,36           | Mamadou Kassé Hanne 48,56      |
| Skok o tyči    | Raphael Holzdeppe 591 cm | Renaud Lavillenie 586 cm      | Malte Mohr 586 cm              |
| Trojskok       | Christian Taylor 17,08 m | Daniele Greco 17,04 m         | Teddy Tamgho 17,01 m           |
| Vrh koulí      | David Storl 20,70 m      | Cory Martin 20,54 m           | Dylan Armstrong 20,29 m        |

### Ženy
| Disciplína       | 1. místo                                  | 2. místo                   | 3. místo                    |
| 200 m            | Murielle Ahouréová 22,36                  | Allyson Felixová 22,64     | Ivet Lalovová 22,78         |
| 400 m            | Amantle Montshoová 49,87                  | Francena McCororyová 50,05 | Natasha Hastings 50,53      |
| 1500 m           | Abeba Aregawiová 4:00,23                  | Genzebe Dibabaová 4:01,62  | Jennifer Simpsonová 4:02,30 |
| 100 m překážek   | Dawn Harperová 12,65                      | Lolo Jonesová 12,70        | Ginnie Crawford 12,90       |
| 3 000 m překážek | Milcah Chemos Cheywaová 9:16,14           | Lidya Chepkurui 9:18,10    | Sofia Assefaová 9:21,24     |
| Skok do výšky    | Anna Čičerovová Světlana Školinová 198 cm |                            | Blanka Vlašičová 195 cm     |
| Skok daleký      | Brittney Reeseová 699 cm                  | Janay DeLoachová 697 cm    | Shara Proctorová 691 cm     |
| Hod diskem       | Sandra Perkovićová 68,25 m                | Yarelis Barriosová 64,41 m | Zinaida Sendriūtė 62,85 m   |
| Hod oštěpem      | Christina Obergföllová 66,45 m            | Marija Abakumovová 64,03 m | Sunette Viljoenová 63,49 m  |